# Mesonemoura nielamuensis
Mesonemoura nielamuensis är en bäcksländeart som beskrevs av Li, W. och Ding Yang 2007. Mesonemoura nielamuensis ingår i släktet Mesonemoura och familjen kryssbäcksländor. Inga underarter finns listade i Catalogue of Life.